# 洛克里奇 (愛荷華州)
洛克里奇（英語：Lockridge）是一個位於美國愛荷華州傑佛遜縣的城市。

## 地理
洛克里奇的座標為40°59′42″N 91°45′06″W / 40.99500°N 91.75167°W，而該地的平均海拔高度為222米（即728英尺）。

## 人口
根據2010年美國人口普查的數據，洛克里奇的面積為1.92平方千米，當中陸地面積為1.92平方千米，而水域面積為0.00平方千米。當地共有人口268人，而人口密度為每平方千米139人。